# Parachaea
Parachaea är ett släkte av fjärilar. Parachaea ingår i familjen nattflyn.
Kladogram enligt Catalogue of Life:
| Parachaea | \| \| Parachaea despagnesi \| \| \| \| \| \| Parachaea macaria \| \| \| \| |
|           | \| \| Parachaea despagnesi \| \| \| \| \| \| Parachaea macaria \| \| \| \| |
|           | Parachaea despagnesi                                                       |
|           |                                                                            |
|           | Parachaea macaria                                                          |
|           |                                                                            |

## Bildgalleri

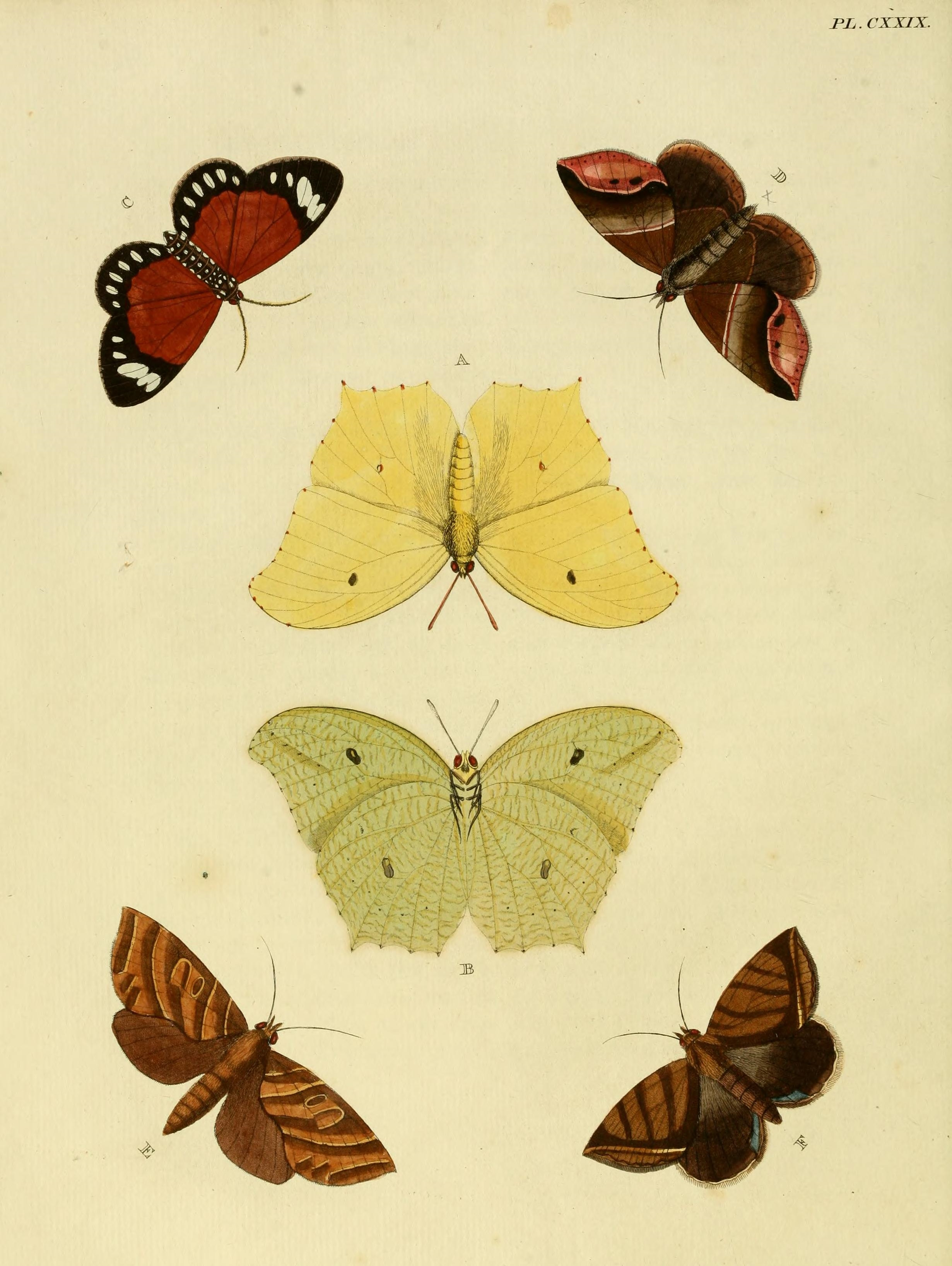